# LÖVE
LÖVE (також відомий як Love2D) — вільно розповсюджуваний кросплатформений фреймворк, призначений для розробки комп'ютерних ігор на мові Lua. Поширюється по ліцензії zlib, яка передбачає вільне використання як у відкритих, так і в комерційних проєктах із закритим початковим кодом.

## Особливості
LÖVE не є конструктором ігор, орієнтованим на новачків: фреймворк не має власних засобів розробки, а є всього лише середовищем виконання ігор, написаних для цього двигуна. Для написання коду гри можна використовувати будь-який текстовий редактор, наприклад Notepad++. Також в LÖVE немає редактора рівнів, всі зображення, рівні і персонажі прописуються у коді гри.
Вільно доступна відкрита IDE на Lua ZeroBrane Studio, яка надає середовище для розробки і налагодження LÖVE-проєктів. Для дизайну рівнів може бути використаний інший відкритий проєкт: редактор карт Tiled, створені за його допомогою скрипти можна завантажити в LÖVE-гру за допомогою Lua бібліотеки Simple-Tiled-Implementation.
LÖVE забезпечує доступ з Lua-коду до бібліотек для роботи з аудіо, графікою, фізикою, часом та джойстиком. Також є можливість упакування гри разом з її графічними ресурсами в один файл.

## Приклади коду
Код, який виводить «Hello World!» на екран:
```
function
 
love
.
draw
()

    
love
.
graphics
.
print
(
"Hello World!"
,
 
400
,
 
300
)

end

```

Відображення графічного зображення:
```
function
 
love
.
load
()

    
whale
 
=
 
love
.
graphics
.
newImage
(
"whale.png"
)

end

function
 
love
.
draw
()

    
love
.
graphics
.
draw
(
whale
,
 
300
,
 
200
)

end

```

Програвання музики:
```
function
 
love
.
load
()

    
sound
 
=
 
love
.
audio
.
newSource
(
"music.ogg"
)

    
love
.
audio
.
play
(
sound
)

end

```

## Структура програм на LÖVE
Проста програма на Love2D може складатися лише з одного файлу «main.lua». Цей файл повинен мати певну структуру, тобто складатися з трьох частин: load, update, draw. Також в структурі програми може знаходитися файл «conf.lua», у якому містяться значення параметрів вікна програми та деякі параметри відображення графіки.

### Файл «main.lua»
Приклад вигляду структури файла «main.lua»:
```
function
 
love
.
load
()

	

end

function
 
love
.
update
(
dt
)

	

end

function
 
love
.
draw
()

end

```

#### Функція love.load()
Функція love.load відповідає за завантаження файлів у пам'ять та оголошення змінних та функцій. Ця функція виконується лише раз при старті програми. Фактично, оголошувати змінні і функції можна і в наступних двох функціях love.update та love.draw, але вони будуть оголошуватися кожну ітерацію основного циклу програми, що сильно навантажує процесор та погіршує читабельність коду.

#### Функція love.update(dt)
Функція love.update відповідає за оновлення значень змінних у програмі. У цьому блоці рекомендується виконувати основні розрахунки.

#### Функція love.draw()
Функція love.draw відповідає за відображення графіки на екрані. У цю функцію не рекомендовано вставляти елементи коду з розрахунками, бо це впливає на швидкодію програми. Слід мати на увазі, що елементи, які знаходяться у цій частині коду, виводяться згідно порядку в якому вони написані. Тобто перший елемент буде знаходитися під всіма іншими. Наприклад:
```
function
 
love
.
draw
()

	
	
love
.
graphics
.
setBackgroundColor
(
247
,
 
247
,
 
247
)

	
	
draw_score
()

end

```

На цьому прикладі видно, що спочатку вікно програми заповнюється одним кольором (у форматі RGB), а потім виконується функція, яка відмальовує рахунок гравців.

### Файл «conf.lua»
Файл «conf.lua» має містити одну головну функцію love.conf(t). В середині цієї функції можна надавати значення таким параметрам як висота та довжина вікна програми, заголовок вікна, автор програми, вертикальна синхронізація, режим на весь екран та іншим. Приклад вигляду файлу «conf.lua»:
```
function
 
love
.
conf
(
t
)

	
t
.
window
.
width
 
=
 
1280

	
t
.
window
.
height
 
=
 
720

	
t
.
window
.
fullscreen
 
=
 
true

	
t
.
window
.
fullscreentype
 
=
 
"exclusive"

	
t
.
window
.
msaa
 
=
 
2

	
t
.
title
 
=
 
"PingPong"

	
t
.
author
 
=
 
"Максим"

end

```

## Робота з графікою в LÖVE
Фреймворк надає багато можливостей для роботи з графікою. У програмі реалізована робота з лініями, полігонами, текстом, картинками, шрифтами та системами частинок. Також є можливість рендеру в текстуру.
Для роботи з графікою важливо добре орієнтуватися у системі координат програми та екрану в цілому. В Love2D система координат має початок у верхньому лівому куті. Вісь OX розташована горизонтально і зростає в право, а вісь OY розташована вертикально і зростає донизу.
У фреймворку є багато вбудованих функцій для роботи з графікою. Приклад деяких функцій:
| Функція                          | Опис                             | Аргументи                            |
| -------------------------------- | -------------------------------- | ------------------------------------ |
| love.graphics.circle             | Малює коло                       | mode (заповнена чи ні), x, y, radius |
| love.graphics.ellipse            | Малює еліпс                      | mode, x, y, radiusx, radiusy         |
| love.graphics.line               | Малює лінію                      | x1, y1, x2, y2, ...                  |
| love.graphics.point              | Малює крапку                     | x, y                                 |
| love.graphics.polygon            | Малює полігон                    | mode, x1, y1, x2, y2, ...            |
| love.graphics.rectangle          | Малює квадрат                    | mode, x, y, width, height            |
| love.graphics.newImage           | Завантажує зображення до пам'яті | filename                             |
| ove.graphics.newFont             | Завантажує шрифт до пам'яті      | filename                             |
| love.graphics.setBackgroundColor | Визначає колір тла               | red, green, blue (значення 0-255)    |